# Sociología de la filosofía
La sociología de la filosofía o sociología filosófica es una disciplina académica de tanto la sociología como la filosofía que busca comprender la influencia del pensamiento filosófico sobre la sociedad junto con la influencia social en la filosofía.
Busca comprender las condiciones sociales en las que tiene lugar la actividad intelectual y los efectos de la filosofía para enmarcar nuestra comprensión de las exploraciones de la verdad y el conocimiento como procesos sociales.

## Historia
La genealogía o fundación de la sociología se puede rastrear desde la filosofía en sus cuestiones de sociedad y conocimiento social. Destacados sociólogos, incluidos Marx y Durkheim, vinieron de un trasfondo filosófico.
La separación precisa de la sociología y la filosofía es borrosa y cambiante. La sociología se convirtió en una disciplina a partir de la investigación filosófica enfocada en lo social y el funcionamiento de la sociedad. La filosofía misma, habiéndose retirado de las afirmaciones del mundo natural cimentado por el surgimiento de empirismo en la era de la Ilustración, en cambio, se centró más en las críticas tanto de su forma de "conocer" el conocimiento como de las afirmaciones de otras disciplinas sobre el conocimiento o epistemología.
Debido a esto, la historia de la sociología y la filosofía es un patrón de ida y venida de cada una examinando a la otra junto a exploraciones interdisciplinarias que las cruzan a ambas.
La sociología de la filosofía, como rama sociológica empírica basada en la teoría, se desarrolló en la década de 1980.